# Лейтон (Флорида)
Лейтон (англ. Layton) — місто (англ. city) в США, в окрузі Монро штату Флорида. Населення — 210 осіб (2020).

## Географія
Лейтон розташований за координатами 24°49′30″ пн. ш. 80°48′42″ зх. д. / 24.82500° пн. ш. 80.81167° зх. д. (24.825131, -80.811624).  За даними Бюро перепису населення США в 2010 році місто мало площу 0,59 км², з яких 0,43 км² — суходіл та 0,16 км² — водойми.

## Демографія
Згідно з переписом 2010 року, у місті мешкали 184 особи в 97 домогосподарствах у складі 53 родин. Густота населення становила 313 осіб/км².  Було 184 помешкання (313/км²).
Расовий склад населення:
| - 92,9 % — білих - 2,2 % — чорних або афроамериканців - 2,2 % — азіатів - 1,6 % — корінних американців |

До двох чи більше рас належало 1,1 %. Частка іспаномовних становила 7,1 % від усіх жителів.
За віковим діапазоном населення розподілялося таким чином: 5,4 % — особи молодші 18 років, 60,4 % — особи у віці 18—64 років, 34,2 % — особи у віці 65 років та старші. Медіана віку мешканця становила 57,4 року. На 100 осіб жіночої статі у місті припадало 109,1 чоловіків;  на 100 жінок у віці від 18 років та старших — 109,6 чоловіків також старших 18 років.
Середній дохід на одне домашнє господарство  становив 89 144 долари США (медіана — 66 250), а середній дохід на одну сім'ю — 106 719 доларів (медіана — 94 063). 
Цивільне працевлаштоване населення становило 74 особи. Основні галузі зайнятості: роздрібна торгівля — 20,3 %, мистецтво, розваги та відпочинок — 20,3 %, будівництво — 13,5 %, фінанси, страхування та нерухомість — 12,2 %.